# Makrochórion (Imathie)
Makrochórion (grec moderne : Μακροχώριον) est une ville située dans le dème de Véria, dans le district régional d'Imathie, dans la periphérie de Macédoine-Centrale, en Grèce.
Selon le recensement de 2011, elle compte 5 189 habitants.